# Garigal-Nationalpark
Der langgestreckte Garigal-Nationalpark befindet sich in Sydney, Australien, und liegt etwa 20 Kilometer nördlich des Stadtzentrums. Der Nationalpark erstreckt sich nördlich entlang des Middle Harbour Creek bis zur Mona Vale Road und östlich bis zum Wakehurst Parkway. Der Name Garigal geht auf einen Klan der Guringai zurück, einem Stamm der Aborigines.
Der Park bietet zentrumsnahe Erholungsmöglichkeiten in einem vom Büschen und Sandstein geprägten Gelände mit Ausblicken auf Wasser- und Buschlandschaften mit Wasserfällen und geschichtlicher Umgebung. An der Davidson Park Picnic Area auf der Nordseite des Middle Harbour Creek an der Roseville Bridge kann Picknick veranstaltet werden, und es gibt Möglichkeiten zum Bootsfahrten, Paddeln, Kanufahren und Fischen. Es sind auch Bootsrampen vorhanden. Für Wanderungen, Fahrrad- und Mountainbikefahrten und zum Reiten bietet der Garigal-Nationalpark ein Wegesystem an. Camping ist in diesem Park nicht erlaubt.
Im Park, der sich zwischen Vororten Sydneys hindurch windet, leben Australische Nasenbeutler, Koalas, Wallabys, Vögel und Schlangen.